# 貝克 (佛羅里達州)
貝克（英語：Becker）是位於美國佛羅里達州拿騷縣的一個非建制地區。該地的面積和人口皆未知。

## 地理
貝克的座標為30°40′16″N 81°38′28″W / 30.67111°N 81.64111°W，而該地的平均海拔高度為6米（即20英尺）。